# Рамон Гонсалес Валенсія
Хосе Рафаель Рамон Еуфрасіо дель Хесус Гонсалес Валенсія (ісп. José Rafael Ramón Eufrasio de Jesús González Valencia; 24 травня 1851 — 3 жовтня 1928) — колумбійський військовик і політик, шостий президент Колумбії.

## Біографія
Народився 1851 року в Чітазі (Норте-де-Сантандер). В молодості займався сільським господарством, зокрема розведенням худоби. 1876 року з участі в битві «Атогранде» (під час революційних виступів проти президента Акілео Парри) почалась його військова кар'єра.
Згодом, 1895 року під час повстання лібералів проти адміністрації Мігеля Антоніо Каро, знову пішов до національної армії задля відстоювання своїх консервативних переконань. Також брав участь у Тисячоденній війні. Дослужився до звання генерала армії. 1901 року зайняв пост військового та цивільного губернатора департаменту Сантандер.
1904 Консервативна партія висунула Гонсалеса Валенсію на пост віцепрезидента в адміністрації Рафаеля Реєса. Оскільки Ліберальна партія того року не виставляла свої кандидатури, то консервативні кандидати з легкістю здобули перемогу. Втім розбіжності між Валенсією та Реєсом після виборів лише загострились, оскільки перший був представником радикального крила партії, а Реєс — поміркованого.
Оскільки президент Реєс почав перемовини з лібералами, для нього вкрай незручною стала постать генерала Валенсії. Президент заручився підтримкою двох спільних друзів Реєса та Валенсії, серед яких був посол Ватикану в Колумбії. Вони передали Валенсії бажання президента щодо відставки Гонсалеса Валенсії з посту віцепрезидента, й той 9 березня 1905 року офіційно склав повноваження. Після його відставки президент Реєс ліквідував посаду віцепрезидента, яку було відновлено лише після ухвалення конституції 1991 року.
Наприкінці липня 1909 року Реєс через розбіжності зі Сполученими Штатами в питаннях компенсації за відокремлення Панами вийшов у відставку й емігрував до Іспанії. В серпні того ж року Конгрес оголосив новим президентом Рамона Гонсалеса Валенсію.
Вийшов у відставку за рік. Помер 1928 року в Памплоні.